# Camden (Missouri)
Camden è un comune degli Stati Uniti d'America, situato nello Stato del Missouri, nella contea di Ray.